# Michel Frédérick
Michel Frédérick (Zúric, 6 de novembre de 1872 - Niça, 22 de juny de 1912) va ser un ciclista suís, que fou professional entre 1896 i 1904. El seu principal èxit fou una victòria d'etapa al Tour de França de 1904.
El 1900 va prendre part en els Jocs Olímpics d'estiu de París, on fou quart en la cursa de les 24 hores del programa de ciclisme. Amb tot, aquesta és una prova que el Comitè Olímpic Internacional no considera oficial.
Vencedor de la primera etapa del Tour de França de 1904, Michel Frédérick fou el primer líder no francès en la classificació general. Perdé aquesta posició en la següent etapa i acabà abandonant la cursa durant la tercera etapa.

## Palmarès
- 1896
  - 2n a la París-Mons
- 1897
  - 3r a la Paris-Roubaix
- 1899
  - 3r als Sis dies de San Francisco
- 1904
  - Vencedor d'una etapa al Tour de França

### Resultats al Tour de França
- 1904. Abandona (3a etapa). Vencedor d'una etapa i líder durant una etapa